# Ignacy Daszkiewicz
Ignacy Korybut Daszkiewicz herbu Leliwa (zm. 5 marca 1801 roku) – kasztelan mścisławski w latach 1791-1797, podstarości miński w latach 1790-1791, sędzia grodzki miński w 1788 roku, podstoli grodzieński w latach 1786-1788, podczaszy grodzieński w latach 1777-1786, miecznik grodzieński w latach 1772-1777, koniuszy grodzieński w latach 1769-1772.
Poseł na sejm 1780 roku z powiatu grodzieńskiego.